# يغموش جنوب إفريقي
يغموش جنوب أفريقي (الاسم العلمي:Amblyomma hebraeum) (بالإنجليزية: bont tick)‏ هو نوع من الحيوانات يتبع جنس اليغموش من فصيلة اللبوديات الصلبة.